# Sallanches
Sallanches là một xã trong tỉnh Haute-Savoie thuộc vùng Rhône-Alpes đông nam Pháp.

## Media
Sallanches is mentioned in Willa Cather's 1935 novel Lucy Gayheart.